# Присмехулник
Присмехулниците са група птици от Новия свят, принадлежащи към разред Врабчоподобни птици от семейство Присмехулникови (Mimidae). Те са известни с навика на някои видове да имитират звуците на насекоми и земноводни, както и песни на други птици. Съществуват около 17 вида в три рода.
При пътуването на Чарлз Дарвин с кораба „Бийгъл“ той посещава Галапагоските острови в периода септември – октомври 1835 г. Той забелязва, че на различните острови птиците се различават една от друга, но въпреки това са тясно свързани помежду си и с видовете от Южна Америка.
В Стария свят представителите на птиците от родовете Hippolais и Iduna от същия разред Врабчоподобни птици се наричат с имената присмехулници.